# Turnera cuneiformis
Turnera cuneiformis är en passionsblomsväxtart som beskrevs av Antoine Laurent de Jussieu och Jean Louis Marie Poiret. Turnera cuneiformis ingår i släktet Turnera och familjen passionsblomsväxter. Inga underarter finns listade i Catalogue of Life.